# Λ (アルバム)
『Λ』（ラムダ）は、2017年12月13日に発売されたACIDMANの11作目のアルバム。

## 概要
- 前作『有と無』より約3年ぶりとなるオリジナルアルバムのリリースとなる。
- タイトルとなっている“Λ”(ラムダ)はギリシャ文字で”11番目”を意味し、また、宇宙論においては”宇宙定数”を示している[1]。
- 初回限定盤には『最後の星』、『愛を両手に』、『ミレニアム』のプロモーション・ビデオおよびDocumentary2015-2017を収録したDVDが付属している。

## 収録曲
1. Φ 〜introduction〜
Λは11を表すため11曲にすればいいというディレクターのアイディアで大木がイントロダクションのため曲数にカウントしていないということと「Φ（ファイ）」という文字はゼロという意味を兼ねているからゼロ曲目という位置づけにしたらどうかということと、ギリシャ文字の21番目になるため21年目につなげることができるという事から名付けられた[2]。
2. 白い文明
3. ミレニアム
28thシングル。
4. prana
5. 最後の星
26thシングル。
6. ユートピア
7. 水の夜に (album version)
27thシングルc/w曲。
8. Λ-CDM (instrumental)
9. 空白の鳥
東京テアトル配給映画「犬猿」主題歌。
映画の為に書き下ろした曲で、干支にすると申、酉、戌の順番で真ん中に鳥がいないと「犬猿」になるということから「空白の鳥」と名付けられた[2]。
10. MEMORIES
11. 光に成るまで
仮タイトルは「廻る、巡る2」であり、「廻る、巡る、その核へ」と同時期に製作されていた曲[2]。
12. 愛を両手に
27thシングル。

## 収録内容
| 全作詞・作曲: 大木伸夫、全編曲: ACIDMAN（#12、編曲: 小林武史 & ACIDMAN）。 |                              |          |            |      |
| #                                                                          | タイトル                     | 作詞     | 作曲・編曲 | 時間 |
| 1.                                                                         | 「Φ 〜introduction〜」       | 大木伸夫 | 大木伸夫   | 2:35 |
| 2.                                                                         | 「白い文明」                 | 大木伸夫 | 大木伸夫   | 4:47 |
| 3.                                                                         | 「ミレニアム」               | 大木伸夫 | 大木伸夫   | 5:20 |
| 4.                                                                         | 「prana」                    | 大木伸夫 | 大木伸夫   | 5:14 |
| 5.                                                                         | 「最後の星」                 | 大木伸夫 | 大木伸夫   | 5:59 |
| 6.                                                                         | 「ユートピア」               | 大木伸夫 | 大木伸夫   | 4:52 |
| 7.                                                                         | 「水の夜に (album version)」 | 大木伸夫 | 大木伸夫   | 5:17 |
| 8.                                                                         | 「Λ-CDM (instrumental)」     | 大木伸夫 | 大木伸夫   | 6:16 |
| 9.                                                                         | 「空白の鳥」                 | 大木伸夫 | 大木伸夫   | 3:31 |
| 10.                                                                        | 「MEMORIES」                 | 大木伸夫 | 大木伸夫   | 4:09 |
| 11.                                                                        | 「光に成るまで」             | 大木伸夫 | 大木伸夫   | 8:02 |
| 12.                                                                        | 「愛を両手に」               | 大木伸夫 | 大木伸夫   | 6:20 |
| 合計時間:                                                                  | 合計時間:                    | 62:22    |            |      |

| #         | タイトル                     | 作詞  | 作曲・編曲 | 時間  |
| --------- | ---------------------------- | ----- | ---------- | ----- |
| 1.        | 「最後の星 (Music Video)」   |       |            | 6:11  |
| 2.        | 「愛を両手に (Music Video)」 |       |            | 6:25  |
| 3.        | 「ミレニアム (Music Video)」 |       |            | 5:24  |
| 4.        | 「Documentary2015-2017」     |       |            | 43:19 |
| 合計時間: | 合計時間:                    | 61:19 |            |       |